# HMX3
HMX3 (англ. H6 family homeobox 3) – білок, який кодується однойменним геном, розташованим у людей на 10-й хромосомі. Довжина поліпептидного ланцюга білка становить 357 амінокислот, а молекулярна маса — 37 825.
| 10         |  | 20         |  | 30         |  | 40         |  | 50         |
| ---------- |  | ---------- |  | ---------- |  | ---------- |  | ---------- |
| MPEPGPDAAG |  | TASAQPQPPP |  | PPPPAPKESP |  | FSIKNLLNGD |  | HHRPPPKPQP |
| PPRTLFAPAS |  | AAAAAAAAAA |  | AAAKGALEGA |  | AGFALSQVGD |  | LAFPRFEIPA |
| QRFALPAHYL |  | ERSPAWWYPY |  | TLTPAGGHLP |  | RPEASEKALL |  | RDSSPASGTD |
| RDSPEPLLKA |  | DPDHKELDSK |  | SPDEIILEES |  | DSEESKKEGE |  | AAPGAAGASV |
| GAAAATPGAE |  | DWKKGAESPE |  | KKPACRKKKT |  | RTVFSRSQVF |  | QLESTFDMKR |
| YLSSSERAGL |  | AASLHLTETQ |  | VKIWFQNRRN |  | KWKRQLAAEL |  | EAANLSHAAA |
| QRIVRVPILY |  | HENSAAEGAA |  | AAAAGAPVPV |  | SQPLLTFPHP |  | VYYSHPVVSS |
| VPLLRPV    |  |            |  |            |  |            |  |            |

A: Аланін

C: Цистеїн

D: Аспарагінова кислота

E: Глутамінова кислота

F: Фенілаланін

G: Гліцин

H: Гістидин

I: Ізолейцин

K: Лізин

L: Лейцин

M: Метіонін

N: Аспарагін

P: Пролін

Q: Глутамін

R: Аргінін

S: Серин

T: Треонін

V: Валін

W: Триптофан

Кодований геном білок за функціями належить до білків розвитку, фосфопротеїнів. 
Задіяний у таких біологічних процесах, як транскрипція, регуляція транскрипції, диференціація клітин, нейрогенез. 
Білок має сайт для зв'язування з ДНК. 
Локалізований у ядрі.